# Leif Målberg
Leif Målberg (født 1. september 1945) er en svensk tidligere fodboldspiller (forsvarer) og -træner, der både spillede for og trænede Elfsborg i Borås. Han repræsenterede klubben i hele 16 år, samt i to omgange som træner.
Målberg spillede desuden fire kampe for det svenske landshold. Han deltog ved VM 1970 i Mexico, men kom dog ikke på banen i turneringen.